# Тюлан, Шарль
Шарль Тюлан (фр. Charles Tulasne; 1816—1884) — французский врач и миколог, брат ботаника и миколога Луи Рене Тюлана (1815—1885). Считается одним из лучших авторов иллюстраций по микологии.

## Биография
Шарль Тюлан родился 5 сентября 1816 года (по другим данным — 6 сентября 1816 или в ноябре 1817 года) в муниципалитете Ланже в Эндре-и-Луаре. Учился медицине в Парижском университете, в 1840 году получил степень доктора медицины. Затем Шарль работал врачом в Париже.
В 1861—1865 была издана трёхтомная работа Тюланов под названием Selecta Fungorum Carpologia. Всего к ней прилагалась 61 литография. В 1931 году эта книга была переведена Уильямом Гроувом на английский язык.
В 1865 году Шарль Тюлан вместе со старшим братом Луи Рене переехал в Йер. С 1865 по 1884 они жили в Йере, издавали различные статьи в журналах по ботанике и микологии. Шарль был создателем большей части чёрно-белых литографий к книгам Луи Рене.
Шарль Тюлан скончался в Йере 21 августа (по другим данным — 28 августа) 1884 года.

## Некоторые научные работы
- Tulasne, L.R.; Tulasne, C. (1847). Mémoire sur les Ustilaginées. Ann. Sci. nat. Bot. ser. 3 7: 12—127.
- Tulasne, L.R.; Tulasne, C. (1851). Fungi hypogaei. 222 p.
- Tulasne, L.R.; Tulasne, C. (1861—1865). Selecta fungorum carpologia. 3 vols.

## Роды, названные в честь Ш. Тюлана
- Tulasneinia Zobel ex Corda, 1854 [syn.  Terfezia (Tul. & C.Tul.) Tul. & C.Tul., 1851] — также посвящён Луи Рене Тюлану
- Tulasnella J.Schröt., 1888 — также посвящён Луи Рене Тюлану
- Tulasnodea Fr., 1849 [syn.  Tulostoma Pers., 1794] — также посвящён Луи Рене Тюлану